# Piedrahita de Castro
Piedrahita de Castro – gmina w Hiszpanii, w prowincji Zamora, w Kastylii i León, o powierzchni 20,97 km². W 2011 roku gmina liczyła 118 mieszkańców.